# Brăhășoaia, Vaslui
Brăhășoaia este un sat în comuna Ștefan cel Mare din județul Vaslui, Moldova, România.

## Așezare geografică
Se situează la 14 km. nord-vest de municipiul Vaslui, 2 km. vest de satul-reședință de comună Ștefan cel Mare și la 2 km. est de râul Bârlad. Satul este așezat pe coasta unui deal care la nord se numește "Arvinte", la sud "Buciuma", la est "Bobâlca" și la vest "Floria". La marginea sudică a satului, pe o prelungire a versantului estic al dealului "Buciuma", în punctul numit "La pădure", s-a descoperit o așezare "La Tène" de tradiție hallstattiană. Pe un grind din lunca râului Bârlad s-au descoperit urmele unui cimitir feudal insuficient cercetat.

## Istoric
Satul a fost întemeiat la sfârșitul veacului al 18-lea prin popularea sa exclusiv cu refugiați ucraineni (ruteni) din nordul Bucovinei ocupat de Imperiul Habsburgic. Și astăzi, urmașii acestor coloniști spun că au venit din părțile Mamorniței și Mămăeștilor, situate în Bucovina. Până pe la 1940 se mai vorbea rutenește dar prin dispariția ultimilor bătrâni a dispărut definitiv și limba. Primul proprietar atestat al acestui sat a fost marele spătar Gheorghe Cuza care în anul 1806 era stăpânul acestei moșii. De la ginerele său Bondrea, aga Neculai Chiriac-hagiul a cumpărat aceste pământuri pe care le-a lăsat prin testament, împreună cu toată averea, nepotului său, Dimitrie Castroian (1813-1898). În secolul 19 satul era așezat mai la nord de actuala vatră așa că a fost înglobat în mai multe rânduri în satul vecin, Tăcmănești, iar după ce s-a desprins definitiv de acesta și-a luat numele de Călugărenii Vechi iar satul Tăcmănești a devenit satul Călugăreni, prin adăugarea unui cătun cu același nume. Numele nou al satului, Brăhășoaia, s-a impus la sfârșitul sec.XIX. Privitor la numele satului, au circulat două legende locale total diferite. Prima, culeasă de autorul "Dicționarului județului Vaslui" Constantin Chiriță în 1887, pune numele satului pe seama numelui celui de-al doilea proprietar, Bondrea care, decedând, a fost moștenit de nevastă-sa, Bondreșoaia. Cea de-a doua, puțin relevantă și credibilă, spune că pe-aici un oarecare s-a apucat de fabricat "brahă" (bragă) dar oamenii locului nici nu știu cum arată această băutură, nici chiar cei mai în vârstă.

## Clima, flora și fauna
Brăhășoaia este singurul sat din comună pe teritoriul căruia se află o pădure ("Hârboanca") ce a scăpat de la defrișarea totală numai datorită faptului că aici cresc 3 specii rare (stejarul brumăriu, stejarul pufos și gorunul) care au fost declarate monumente ale naturii iar pădurea "Rezervație silvică". Suprafața actuală a acestei păduri este de aprox. 100 ha. În secolul XIX avea o întindere de cel puțin 4 ori mai mare însă nevoia constituirii de pământ arabil promovată de proprietarii de atunci a făcut ca ea să fie defrișată masiv prin arendare pe 2 sau 3 ani investitorilor interesați de lemnul acesteia. Mare lucru nu s-a făcut cu acest pământ deoarece fiind lipsit de stabilitate, a provocat numeroase alunecări de teren așa că aspectul actual al acestui teren este dezolant, cu smocuri de pășune pe ici, pe colo și cu câteva oi care încearcă să pască ceea ce nu se găsește. La est de sat, pe o lățime de 2 km. se întinde șesul Bârladului unde se află și islazul satului cu vegetația specifică stepei. Pământul arabil de aici este puțin și nu de prea bună calitate excepție făcând o tarla de 100 de ha. aflată la est de pădure. În pădurea care a mai rămas trăiesc porci mistreți (mari distrugători ai recoltelor), cerbi, căprioare și iepuri. Clima este temperat-continentală cu excese iarna sau vara.

## Aspectul
Satul fiind așezat pe coasta unui deal, casele sunt răsfirate și construite pe porțiunile de teren considerate de localnici ca fiind sigure contra torenților sau alunecărilor de teren. În estul satului, de la nord la sud, terenul este plan de aceea și densitatea caselor este mai mare. Ulițele satului sunt neregulate și sinuoase tot din cauza terenului avut la dispoziție. Ulița principală începe de la halta CFR aflată la estul satului și se termină la vest, la baza din nord a pădurii. În ultimii trei ani, prin efortul primăriei Ștefan cel Mare, toate aceste drumuri intra-sătești au fost acoperite cu balast și piatră spartă (macadam) așa că locuitorii au scăpat de noroaiele care le făceau viața grea. Casele sunt construite în mare majoritate din chirpici sau vălătuci, mai rar din cărămidă arsă. Satul a fost electrificat între anii 1962-1964.

## Populație, ocupații și date administrative
Nu se știe căte familii de ruteni au întemeiat acest sat dar la catagrafia din anul 1820, satul avea 30 de "liude" ceea ce ar da cam 180 de suflete iar la 1831 satul a fost recenzat cu 76 de "liude". În situația din 1846, satul scăzuse la 47 de "liude". La documentarea lui C. Chiriță din 1887 satul avea 80 de familii cu 350 de suflete. În 1966 avea 557 locuitori iar la 1977 doar 470. La ultimul recensământ mai viețuiau aici 402 suflete. Lăsând legenda cu "fabricantul de brahă" deoparte, în acest sat nu se practică nici un fel de industrie singurele ocupații ale locuitorilor fiind cele legate de agricultură și creșterea animalelor, dar nu în sistem intensiv ci numai pentru uzul propriu sau al copiilor și nepoților de la oraș. Din anul 1892 cînd s-a dat în eploatare calea ferată Vaslui-Iași sătenii care voiau să călătorească cu trenul erau nevoiți să se ducă până la gara Bălteni (4 km.sud) sau la gara Bârzești (4 km.nord). În deceniul III al secolului XX, în urma intervențiilor proprietarului de atunci, Gogu Petrescu, a fost construită și dată în folosință halta Brăhășoaia. Locuitorii satului, indiferent de etnie, au participat la toate războaiele, mai puțin la cel de independență deoarece, după cum se știe, n-a fost decretată o mobilizare generală. La răscoala din 1907 aici s-a înregistrat o participare limitată și nu s-au semnalat distrugeri totuși, proprietarul de atunci, Constantin Claudatos, a acordat numeroase facilități sătenilor pentru a preîntâmpina o eventuală răzmeriță. Din punct de vedere administrativ, din 1864 și până în 1908 a făcut parte din com. Bârzești. Între 1908-1925 satul a fost mutat la com. Cănțălărești iar din 1925 până-n 1929, satul Brăhășoaia a funcționat în regim de comună. După un scurt stagiu de 2 ani (1929-1931) la com.Delești satul a intrat în com. Ștefan cel Mare unde este și astăzi.

## Stăpânitorii moșiei Brăhășoaia
Marele Spătar Gheorghe Cuza, Nicolae Bindrea, Aga Neculai Chiriac-hagiul, Dimitrie Castroian, Beriș Zingher&A.Turcanovici(arendași), Gh.V.Vălesco, C.Claudatos, Petrea Ionescu, Gheorghe Ionescu as Gogu Petrescu. În anul 1864 nu s-a împroprietărit nici un clăcaș acest lucru făcându-se abia în anul 1921 când absolut toți oamenii au primit pământ. Numai terenul moșiei Brăhășoaia nu a fost suficient așa că sătenii au primit pământ și în moșiile expropriate din satele vecine, Bârzești și Cănțălărești. La începutul anilor '50 s-a înființat o "întovărășire" iar din 1963 sătenii s-au constituit într-o brigadă pendinte de GAC (CAP) Ștefan cel Mare. După 1990 și-au primit pământul îndărăt dar o bună parte din el stă necultivat datorită vârstei proprietarilor, lipsei banilor etc.

## Școala, biserica și activitatea culturală
Prima școală s-a înființat în anul 1898(în local închiriat) și avea 34 de elevi din care numai 18 din Brăhășoaia iar restul din sate mai apropiate sau îndepărtate, de ex. 3 din Ciofeni (8 km. nord-est), 1 din Dobroslovești (10 km.nord-est). Primul învățător a fost Ion Socoleanu. În 1920 școala funcționa, deja, în local propriu dar, datorită numeroasei populații școlare, s-a pus problema ridicării unui alt edificiu care s-a finalizat în 1930. Cu ocazia înălțării acestei școli arhivele consemnează și primul(probabil) "Procest-verbal" de "consumare de rachiu" din istoria țării cu folosirea fondurilor viitoarei clădiri, făptuitori fiind "tăietorii lemnelor din pădurea Bălteni, necesare școlii". Din această cauză, pe 22 februarie 1924, președintele Comitetului de Construcție, învățătorul Ștefan T. Tudusciuc demisionează, luîndu-i locul unul dintre consumatorii de rachiu, Toader Gh. Andrei. După naționalizarea din 1948, școala s-a mutat în conacul ultimului proprietar, Gogu Petrescu, unde se află și astăzi și nu a fost revendicat ci a fost donat definitiv comunei Ștefan cel Mare de către fiica fostului boier. În memoriile (în manuscris) ale preotului C. I. Popovici care a slujit aici timp de 48 de ani se spune că la începutul sec.al XIX proprietarul moșiei a ridicat o biserică din lemn care a fost distrusă în urma unui incendiu așa că executorul testamentar al lui Neculai Chiriac, Dimitrie Castroian (1813-1898), a ridicat o nouă biserică din cărămidă arsă în anul 1875 cu hramul "Sfântul Neculai". Preotul care slujește la Brăhășoaia are în primire și bisericile - filiale din Călugăreni și Cănțălărești, datorită numărului mic de enoriași. Cândva, în satul Brăhășoaia era o intensă activitate culturală dar acum lipsește cu desăvârșire. La 30.01.1937 este consemnată prima proiecție cinematografică din zonă la care au participat sute de oameni din toate comunele învecinate. Filmul era strict de utilitate practică și se numea "Puritatea semințelor și influența lor asupra semănăturilor". Această proiecție a fost promovată de către Gogu Petrescu, proprietarul moșiei, care pe atunci ocupa și demnitatea de președinte al Camerei Agricole Vaslui.